# Motu Nui
Motu Nui és el major dels tres illots a l'extrem sud-oest de l'illa de Pasqua i és el lloc més occidental de Xile. Els tres illots tenen aus marines, però Motu Nui és essencial per al ritu del tangata manu ('home ocell'), que era un culte de la religió de l'illa entre l'època dels moai i els colonitzadors (convertiren l'illa al catolicisme al 1860). Motu Nui és el cim d'una gran muntanya volcànica que s'alça a més de 2.000 m des del fons de la mar. La mesura d'àrees en hectàrees és:
- Motu Nui: 3,9
- Motu Iti: 1,6
- Motu Kao Kao: 0,1

El ritual era una competició per replegar el primer ou del manu tara. Tenia lloc a Motu Nui, on l'hopu manu (representants de cada clan) esperava que el xatrac fosc (manu tara) posàs els primers ous de la temporada. L'hopu manu que prengués el primer ou s'apressava a nadar de tornada a l'illa de Pasqua, pujava els penya-segats del Rano Kau fins al centre cerimonial d'Orongo i presentava l'ou al seu patrocinador davant dels jutges. Això li donava al seu patrocinador el títol de tangata manu i gran poder a l'illa durant un any. Molts hopu manu hi morien pels taurons o per caigudes. El clan guanyador tenia certs drets, incloent-hi la recollida d'ous i aus joves dels illots.
Motu significa 'illa' en idioma rapanui, i hi ha dos motus petits més situats als voltants: Motu Kao Kao (una pedra sobreeixida, elevada a 20 metres sobre el nivell del mar) i Motu Iti (prop de Motu Nui).
Motu Nui fou investigada científicament per l'expedició de Katherine Routledge al 1914, que va informar sobre altres sis varietats d'aus marines que hi nien, a més de la Sterna fuscata. S'exploraren dues coves a Motu Nui, en una de les quals l'hopu manu esperava el primer ou de la temporada, i l'altra s'utilitzava per a contenir Titahanga-o-et-Henua ('La frontera de la Terra'), un petit moai que ara és al Museu de Pitt Rivers d'Oxford, Anglaterra.
Tot i que els rituals del culte del tangata manu fa ja temps que s'hi suprimiren (l'últim fou al 1866), els visitants actuals a Rapa Nui solen anar als Motu amb vaixell petit d'Hanga Roa, l'única ciutat de l'illa.